# Герб Магдалинівського району
Герб Магдали́нівського райо́ну затверджений 21 вересня 2004 р. рішенням № 188-23/IV сесії Магдалинівської районної ради.

## Опис
На золотому полі лазурове коло, перетяте золотою нитяною балкою, у верхній частині кола сходить золоте сонце із золотими променями, у нижній — вісім хвилеподібних золотих смуг, що розходяться від центру, коло обрамлене червоним контурним зображенням двох стилізованих пшеничних колосків та двома червоними концентричними окружностями, причому лінія зовнішньої окружності у верхній частині перетворюється на контур півшестірні із сімома прямокутними зубцями.

## Значення
Герб відображає аграрно-промисловий характер економіки району. Сонце, що сходить над борознами, символізує впевненість у позитивних перспективах розвитку краю. Синій колір герба і прапора є символом чистого неба, а золото — родючих хлібних ланів.
Комп'ютерна графіка — В. М. Напиткін, К. М. Богатов.